# Caropodium pterocarpum
Caropodium pterocarpum är en växtart i släktet Caropodium och familjen flockblommiga växter.
Arten är en perenn ört som förekommer i östra Turkiet, Syrien, Kaukasus och nordvästra Iran. Den beskrevs först som Grammosciadium pterocarpum av Pierre Edmond Boissier 1844, och fick sitt nu gällande namn av Boris Sjisjkin 1923.

## Underarter
Arten delas in i tre underarter:
- Caropodium pterocarpum subsp. bilgilii (Bani) Bani & M.A.Koch
- Caropodium pterocarpum subsp. pterocarpum
- Caropodium pterocarpum subsp. sivasicum (Bani) Bani & M.A.Koch